# カリフォルニア大学ヘイスティングス・ロー・スクール
カリフォルニア大学ヘイスティングズ・ロースクールは、カリフォルニア州サンフランシスコ市内にあり、サンフランシスコ市庁舎等が集結するシビックセンターに位置する名門公立大学のロースクールである。サンフランシスコ市内には同じカリフォルニア大学サンフランシスコ校が所在している。
1878年に初代カリフォルニア州最高裁長官であるセラウス・クリントン・ヘイスティングスによって設立された。アメリカの中でも学部生とキャンパスを共にしない、数少ないロースクールとなっている。
別名はUCヘイスティングス。

## 歴史

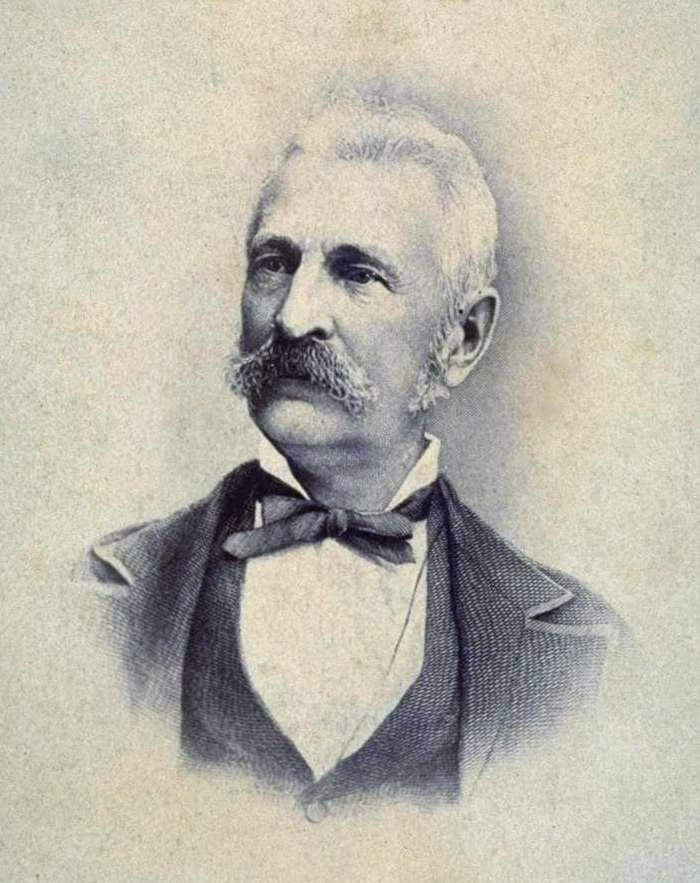
Serranusクリントンヘイスティングズ博物館&美術館の創業者であるUCヘイスティングズ博物館&美術館

UCヘイスティングスは、1878年に初代カリフォルニア州最高裁長官であるセラウス・クリントン・ヘイスティングスがカリフォルニア大学に自身の名前を冠したロースクールを設立するために10万ドルを寄贈したことに始まる。ヘイスティングス氏はロースクール設立に当たって、サンフランシスコ裁判所に近接する場所に設立することと、ロースクール予算は大学理事会でなく州議会から直接支出することの2つの条件をつけ、現在でもこの条件は維持されている。 

## 所在地

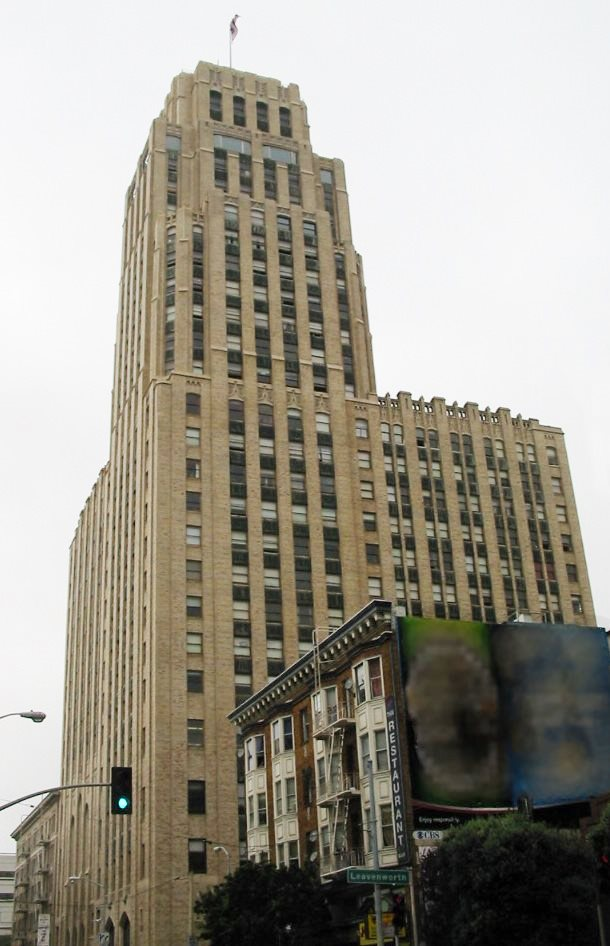
100McAllisterの西側から撮影。

UCヘイスティングスは、サンフランシスコ市庁舎等が集結するシビックセンターに位置し、以下の3つの建物によって構成されている。
- 200 McAllister Street houses：学術関係の各種部屋及び管理室で構成されている。
- 198 McAllister：教室及び研究室で構成されている。
- 100 McAllister（通称：タワー）：大学の事務棟兼学生寮。24階にはアートデコ調のスカイルームが存在する。

キャンパスには、カリフォルニア州最高裁判所、サンフランシスコ市庁舎、サンフランシスコ公共図書館等が近接している。

### ランキング
UCヘイスティングスはU.S. News & World Reportによると、全米トップ50校に位置しており、ブライアン・ライターのランキングによると、在職する教授の学術論文等への引用数で判断される学術ランキングでは全米27位(2007年)、学生のLSATの平均スコアでは全米33位（2008年）に位置している。

### 司法試験合格率
カリフォルニア州司法試験合格率は、2014年時点で68％となっている。

## 関係者

### 卒業生
- カマラ・ハリス
- ボブ・マツイ
- アン・ヴェネマン
- エド・ケース
- トーマス・メゼロウ
- ルイス・サッカー
- クリストファー・スティーブンス
- ロバート・ラスティグ
- 城戸三郎

### 教員
- 宮澤節生 - 元アジア法社会学会会長、元アジア犯罪学会会長